# W. H. Dorey
 (novembre 2024).
W. H. Dorey était un constructeur automobile français.

## Production

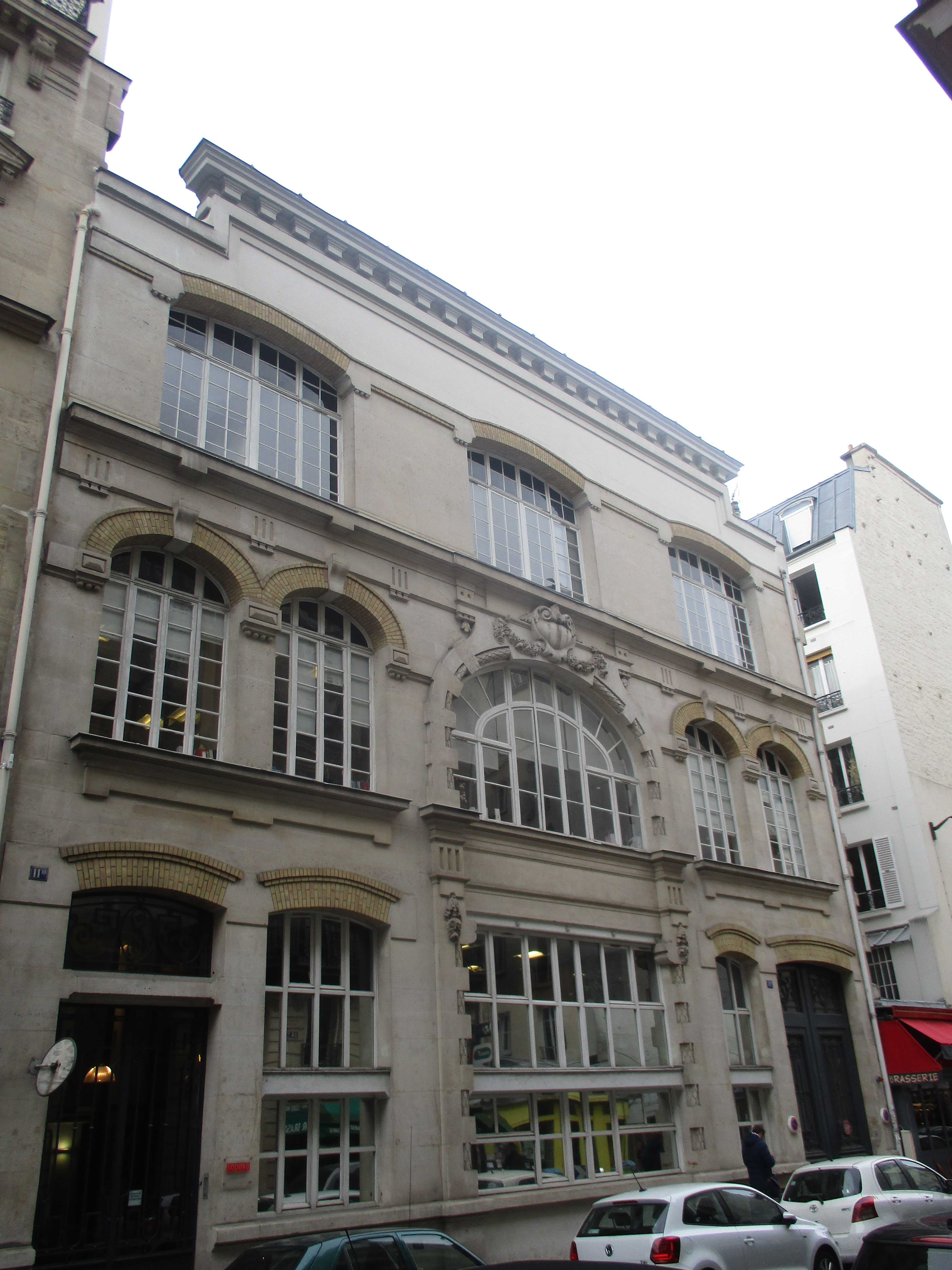
11 Rue Torricelli

L’entreprise basée à Paris était connue pour ses accessoires automobiles. L’usine était située au (14) 11 Rue Torricelli. En décembre 1898, Dorey a présenté une voiture d’occasion convertie d’origine inconnue lors d’une exposition de vélos, avec son propre moteur de 653 cm3 avec un alésage de 80 mm et une course de 130 mm. Vers 1906, la production d’automobiles de l’entreprise a commencé. Le nom de marque était Dorey. Après une longue interruption de 1907 à 1912, la production est finalement arrêtée en 1913.